# 迷樓金粉
迷樓金粉是由莫康時編寫和指導的1952年香港喜劇電影。

## 演員表
- 白雪仙
- 吳楚帆
- 新馬師曾
- 周坤玲
- 鄭君綿
- 容小意
- 黃楚山
- 黃超武
- 馮少權

## 生產
在製作電影期間，由新藝沖印社印製。

## 外部鏈接
- 香港影庫上《迷樓金粉》的資料（繁體中文）